# Andrei Glanzmann
Andrei Glanzmann (27 de março de 1907 — 23 de junho de 1988) foi um futebolista romeno que competiu na Copa do Mundo FIFA de 1930.